# 6333 Helenejacq
6333 Helenejacq è un asteroide della fascia principale. Scoperto nel 1992, presenta un'orbita caratterizzata da un semiasse maggiore pari a 2,1754584 UA e da un'eccentricità di 0,0514585, inclinata di 3,05146° rispetto all'eclittica.